# Frank J. Cannon

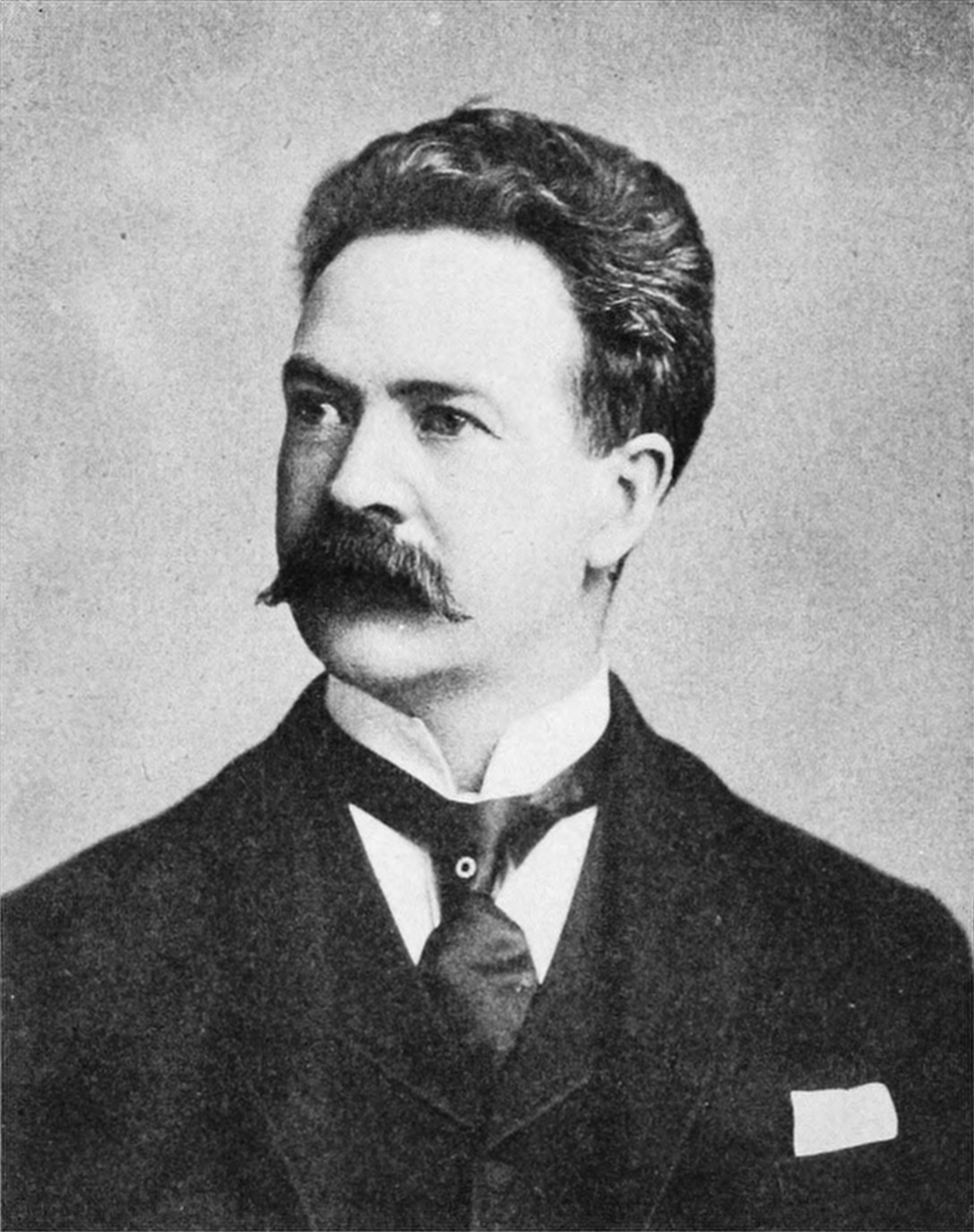
Frank J. Cannon

Frank Jenne Cannon (* 25. Januar 1859 in Salt Lake City, Utah-Territorium; † 25. Juli 1933 in Denver, Colorado) war ein US-amerikanischer Politiker der Republikanischen Partei. Zwischen 1895 und 1896 vertrat er das Utah-Territorium im US-Repräsentantenhaus. Von 1896 bis 1899 saß er für den US-Bundesstaat Utah im US-Senat.

## Leben
Cannon wurde als ältester Sohn von Sarah Jenne Cannon und George Q. Cannon in Salt Lake City, was damals zum Utah-Territorium gehörte, geboren. Dort ging er auch zur Schule. Im Alter von 19 beendete er erfolgreich ein Studium an der University of Deseret. 1878 heiratete er Martha Brown.
1891 war er einer der Mitgründer der Republikanischen Partei im heutigen Utah. Nach einer erfolglosen Kandidatur wurde er von 1895 bis 1896 als Delegierter für das Utah-Territorium ins US-Repräsentantenhaus entsandt. Kurz nach Gründung des Bundesstaates Utah wurde Cannon als erster Senator der Klasse 1 für eine dreijährige Amtszeit gewählt. Die Wiederwahl gelang ihm nicht.
Nach seiner politischen Laufbahn war er als Redakteur bei verschiedenen Zeitungen in Utah tätig. In seinen Artikeln stellte er sich unter anderem gegen die Mormonen. 1933 starb Cannon in Denver. Dort verbrachte er die letzten Jahre seines Lebens. Zu seinen Nachfahren gehört unter anderem der Politiker Chris Cannon.